# Marte 6
Marte 6 (în rusă Марс-6, transliterat: Mars-6) a fost o navă spațială sovietică lansată în 1973 pentru a explora planeta Marte. Nava spațială, lansată ca parte a programului Marte, a constat dintr-un lander și o etapă de survol cu instrumente pentru a studia Marte din zbor.

## Misiune
Marte 6 a fost lansată de o rachetă purtătoare Proton-K cu un etaj superior Blok D, de pe Cosmodromul Baikonur, URSS. Lansarea a avut loc la 5 august 1973 la 17:45:48 UTC, primele trei etape plasând nava spațială și stadiul superior într-o orbită joasă a Pământului înainte ca Blok D să propulseze Marte 6 pe orbita heliocentrică către Marte. Nava spațială a efectuat o corecție a rutei la 13 august 1973.
Landerul lui Marte 6 s-a separat de restul sondei la 12 martie 1974 la o altitudine de 48.000 de kilometri de suprafața lui Marte, care a continuat să navigheze pe orbită realizând cea mai apropiată abordare de planetă la 1.600 km. Landerul a întâlnit atmosfera lui Marte la 09:05:53 UTC, încetinind de la 5.600 la 600 m/s când a trecut prin atmosfera superioară. O parașută a fost apoi desfășurată pentru a încetini și mai mult coborârea sondei.
Nava spațială a returnat date timp de 224 de secunde în timpul coborârii sale prin atmosfera marțiană. Cu toate acestea, la ora 09:11:05 UTC, nava spațială fiind pe punctul de a-și declanșa retrorochetele în pregătirea aterizării, s-a pierdut orice contact. Din cauza unui defect de proiectare, o componentă electronică a computerului de bord s-a degradat în timpul misiunii și o cantitate mare de date care au fost returnate au fost inutilizabile.

## Sonda
Sonda spațială Marte 6 transporta o serie de instrumente pentru a studia Marte. Landerul a fost echipat cu un termometru și un barometru pentru a determina condițiile de suprafață, un accelerometru și un radioaltimetru pentru coborâre și instrumente pentru analiza materialului de suprafață, inclusiv un spectrometru de masă.
Transportatorul de zbor a fost echipat cu un magnetometru, detectoare de raze cosmice și micrometeoroizi și un instrument pentru studierea fluxurilor de protoni și electroni de la Soare.
Construită de Lavochkin, Marte 6 a fost prima dintre cele două nave spațiale 3MP lansate spre Marte în 1973 și a fost urmată de Marte 7. Două orbittoare, Marte 4 și Marte 5, au fost lansate mai devreme în fereastra de lansare spre Marte din 1973 și erau așteptate să transmită date pentru cele două landere. Cu toate acestea, Marte 4 nu a reușit să intre pe orbită, iar Marte 5 a eșuat după câteva zile pe orbită.